# H̲
Cette page contient des caractères spéciaux ou non latins. S’ils s’affichent mal (▯, ?, etc.), consultez la page d’aide Unicode.
H̲, ou H trait souscrit ou H souligné, est un graphème utilisé dans l’écriture de l’oneida. Il s’agit de la lettre H diacritée d'un trait souscrit ; trait qui peut s'associer à celui que peut comporter la lettre précédente ou suivante comme si elles étaient soulignées d'un seul trait. Il n’est pas à confondre avec le H̱, H macron souscrit.

## Utilisation
En oneida, le H souligné est utilisé dans les syllabes murmurées soulignées en fin de mots.

## Représentations informatiques
- Unicode (commandes C0 et latin de base, diacritiques) :

| formes    | représentations | chaînes de caractères | points de code | descriptions                                         |
| --------- | --------------- | --------------------- | -------------- | ---------------------------------------------------- |
| capitale  | H̲               | H◌̲                    | U+0048 U+0332  | lettre majuscule latine h diacritique trait souscrit |
| minuscule | h̲               | h◌̲                    | U+0068 U+0332  | lettre minuscule latine h diacritique trait souscrit |

## Sources
- (en) Clifford Abbott, « Oneida teaching grammar », 2006